# Comisión Nacional para el Diálogo con los Pueblos Indígenas de México
La Comisión Nacional para el Diálogo con los Pueblos Indígenas, es una unidad administrativa del gobierno federal mexicano adscrita a la Secretaría de Gobernación que tiene por objeto el acercamiento con los pueblos indígenas de dicho país. Fue creado mediante acuerdo de la  Secretaría de Gobernación el 13 de febrero de 2013. Sustituyó en sus funciones a la Coordinación para el Diálogo y la Negociación en Chiapas creada en 1998. 

## Antecedentes
A partir del levantamiento del Ejército Zapatista de Liberación Nacional en 1994 y los Acuerdos de San Andrés firmados en 1996, el gobierno federal tuvo varios intentos de encuentro con las comunidades indígenas, especialmente con aquellas que conformaban el EZLN en Chiapas. Una de las instituciones creadas para eso fue la "Coordinación para el Diálogo y la Negociación en Chiapas" durante el sexenio de Ernesto Zedillo mediante la '"'Ley para el Diálogo, la Conciliación y la Paz Digna en Chiapas".
Sin embargo, las negociaciones no resultaron por lo que dicha coordinación se convirtió solo en un órgano administrativo de gestión de recursos federales para las comunidades indígenas. Por eso y con la justificación de austeridad, dicha coordinación fue eliminada de la estructura de la Secretaría de Gobernación el 14 de abril de 2008.
En 2001 se hicieron algunas reformas a la Constitución de México para modificar sus artículos 1 y 2 y otorgar un reconocimiento más amplio a las comunidades indígenas y establecer sus derechos como garantías constitucionales. Ampliándose con las reformas en derechos humanos el 10 de junio de 2011.
Durante la administración de Enrique Peña Nieto, la Secretaría de Gobernación bajo la dirección de Miguel Ángel Osorio Chong, ha decidido recrear un organismo que guíe las funciones de diálogo con los indígenas mexicanos y que forme parte de la estructura de la SEGOB, lo que hicieron con un acuerdo publicado el 13 de febrero de 2013 en el Diario Oficial de la Federación y las reformas al Reglamento Interno de la Secretaría de Gobernación. Y se nombró a Jaime Martínez Veloz como su primer titular.

## Funciones
Según lo que dice el acuerdo de creación y el reglamento interior de la SEGOB, es función de esta comisión: "lograr los acercamientos necesarios con los diversos pueblos indígenas de México, para asegurar el irrestricto respeto a sus derechos humanos, atender sus necesidades y reforzar el derecho a su libre determinación y autonomía, al igual que para la conservación de sus propias instituciones sociales, económicas, culturales y políticas."